# Chad Wright
Chad Wright (Kingston, 25. ožujka 1991.) je jamajčanski atletičar specijaliziran za bacanje diska i kugle. Chad je osvajač dviju bronca i srebra na CARIFTA Igrama i zlata na Srednjeameričkim i karipskim igrama 2013. u Moreliji, u Meksiku. Za Jamajku je nastupao na Svjetskom prvenstvu u atletici 2015. u Pekingu, gdje je u kvalifikacijama muškog diska bacivši 61,53 metara završio na 17. mestu, koje nije bilo dovoljno za odlazak u završnicu natjecanja.
Kao student natjecao se za sveučilište Nebraska-Lincoln, u kojem se specijalizirao za nastavu matematike.